# Trelleborgs landsförsamling
Trelleborgs landsförsamling var en församling i Lunds stift låg i nuvarande Trelleborgs kommun. Församlingen uppgick 1908 i Trelleborgs församling.
Församlingskyrkan var Sankt Nicolai kyrka.

## Administrativ historik
Församlingen har medeltida ursprung under namnet Trelleborgs församling.
Ur församlingen utbröts 1 juli 1867 Trelleborgs stadsförsamling, vari sedan denna församling 1 januari 1908 uppgick. Församlingen utgjorde före 1683 ett eget pastorat för att från den tiden bilda pastorat med Maglarps församling, för att från 1867 bilda pastorat med Maglarp och stadsförsamlingen .

## Organister
| Verksam   | Namn             | Levnadstid | Övrigt |
| --------- | ---------------- | ---------- | ------ |
| 1714–1730 | Johan Caspar     | 1677–1730  |        |
| 1777      | Abraham Grensman |            |        |
| –1802     | Hans Espholm     | –1802      |        |
| –1820     | J. Sjöberg       | –1820      |        |